# Drift

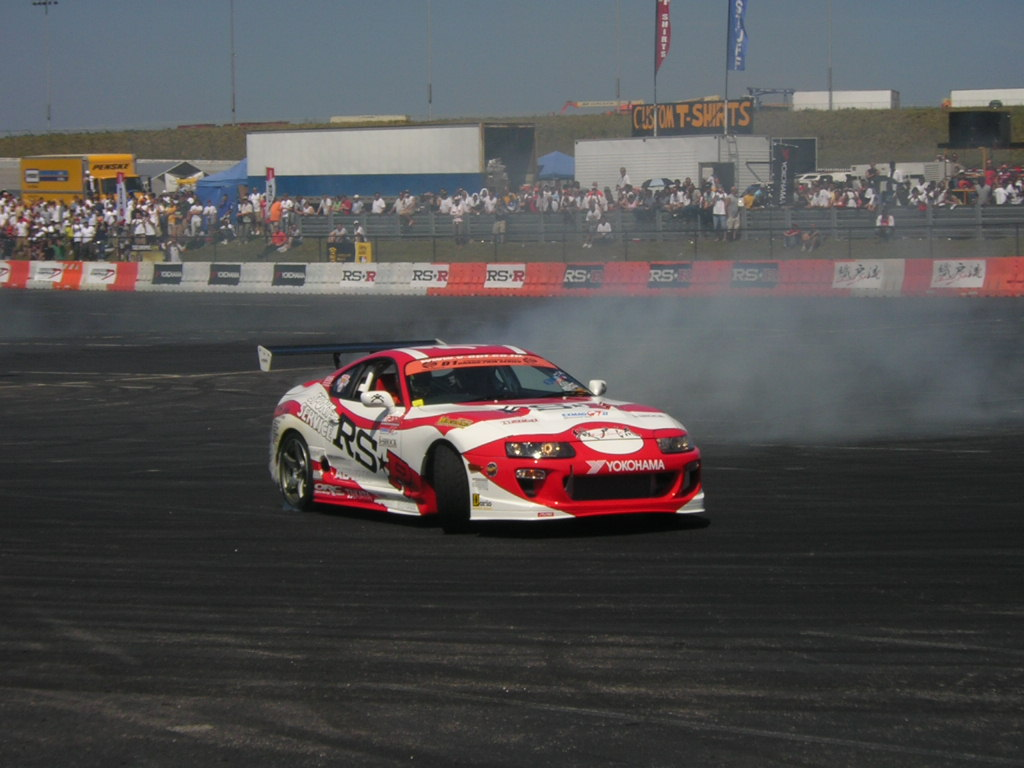
Un Toyota Supra en una exhibició de drift a Atlanta el 2005.

El drift és una tècnica de conducció i també un esport basat en aquesta tècnica. El drift consisteix a mantenir una derrapada en entrar als revolts i les rodes davanteres assenyalen la direcció contrària a la del revolt (si es gira el cotxe a l'esquerra, les rodes apuntaran cap a la dreta).

## Història
El drift es va originar al Japó a la dècada dels 60. Sobretot es practicava a les muntanyes japoneses. A mitjans de la dècada dels 70, Keiichi Tsuchiya es va interessar pel drift i va començar a practicar aquesta tècnica. Keiichi Tsuchiya (conegut com a Drift King) es va fer popular al Japó i l'any 1988 juntament amb Daijiro Inada, el creador de la revista d'automòbils japonesa Option Magazine, van organitzar un dels primers esdeveniments especials sobre el drift.
Oficialment, l'any 1996 el drift es va estendre fora del Japó. Des d'aleshores s'ha fet popular a Nord-amèrica, Austràlia i Europa. Cada vegada s'organitzen més esdeveniments especialment sobre el drift i s'han creat diverses competicions oficials: D-1 Grand Prix (al Japó), Formula-D (als Estats Units) D1UK (al Regne Unit), entre d'altres.

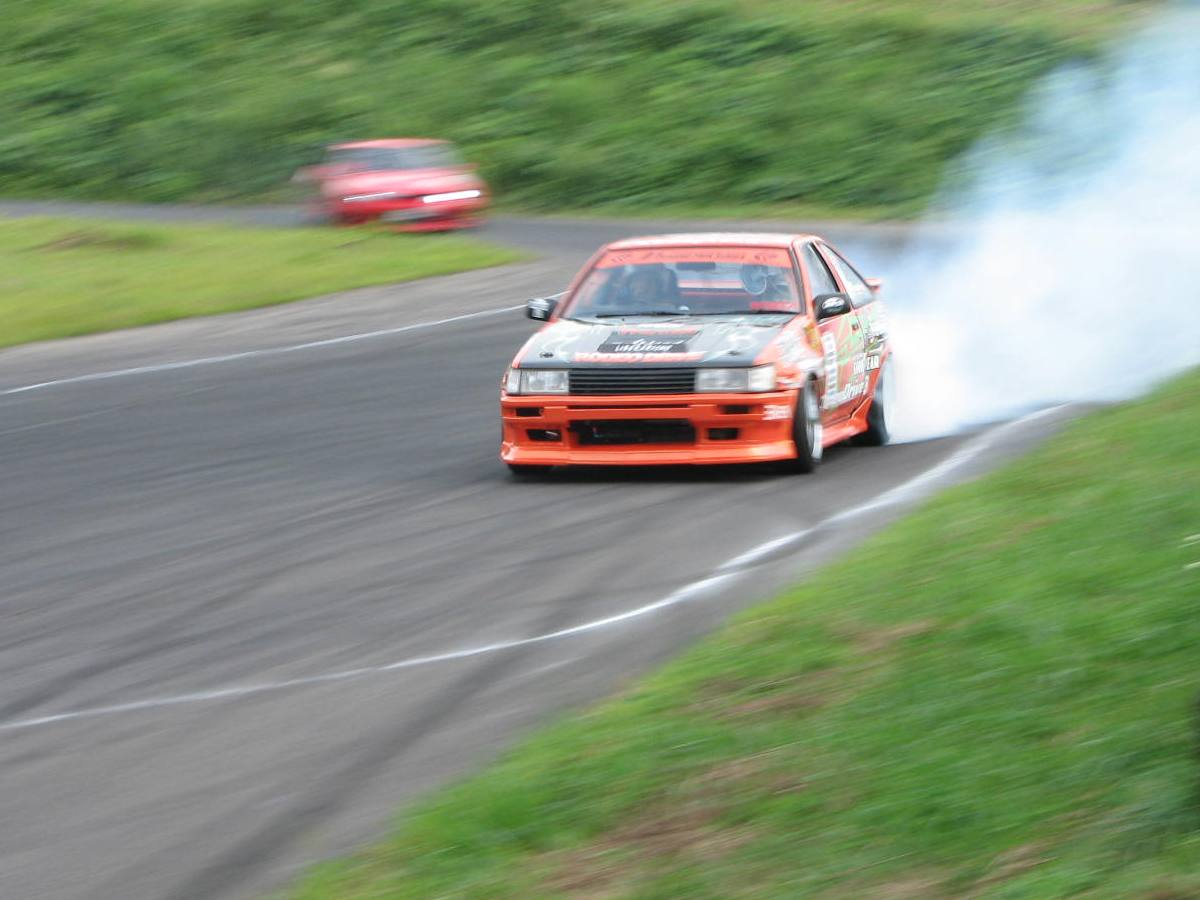
Toyota AE86 fent un drift.

## Els vehicles
El drift es pot realitzar amb un vehicle qualsevol amb tracció posterior o a les quatre rodes (amb dificultat i habilitat es pot aconseguir amb un vehicle amb tracció davantera, però no s'aconsegueix el mateix resultat). Els vehicles utilitzats en competicions, com per exemple el D-1 Grand Prix, es poden considerar de l'estil tuning o personalitzats. Per un millor rendiment, al vehicle ha estat modificat amb:
- La carrosseria, utilitzant materials menys pesants com ara la fibra de carboni.
- La suspensió, que es modifica per un control millor de l'automòbil.
- S'instal·la un autoblocant (LSD) perquè la part posterior del cotxe vagi de costat a costat amb més facilitat.
- S'instal·len millores al motor per augmentar la potència.
- S'instal·len millores al motor per resistir les altes revolucions.

## El drift a la cultura popular

### Anime i Manga
La sèrie de manga Initial D de Shuichi Shigeno, adaptada a l'anime i a una pel·lícula d'acció real, tracta principialment sobre les carreres il·legals a les muntanyes japoneses, on s'aplica el drift.

### Videojocs
- Molts videojocs requereixen la tècnica del drift per aconseguir la victòria. És el cas de Ridge Racer, Kaido Battle, Initial D:Special Stage, i Grid Autosport
- Simuladors com Gran Turismo, Enthusia Professional Racing, Forza Motorsport i Live For Speed, inclouen la física necessària per simular el drift. Live For Speed té servidors per jugar en línia expressament per practicar el drift i així obtenir punts.
- A la saga Need for Speed, o sigui a les versions Need for Speed: Underground, Need for Speed Underground 2 i Need for Speed Carbon els jugadors han d'aplicar el drift per obtenir punts.
- El videojoc D-1 Grand Prix(Ps2), es basa en les comptecions oficials de drift.

### Pel·lícules
- La tercera pel·lícula de la saga The Fast and the Furious, Tokyo Drift, tracta sobre la cultura del drift al Japó.
- Initial D:The Movie és una altra pel·lícula que tracta el drifting al Touge.